# Таїрове
Таї́рове (засноване як Інститут ім. В. Є. Таїрова) — селище в Україні, в Одеському районі Одеської області. Адміністративний центр Таїровської селищної громади.

## Історія
Селище Таїрове виникло на землях Одеського градоначальства, в результаті створення першого науково-дослідного закладу краю — Інституту виноградарства і виноробства, яке започаткував Василь Єгорович Таїров. Спершу, 5 лютого 1905 року, він відкрив на Новому Ринку м. Одеса в одній кімнаті невелику хімічну та мікробіологічну лабораторію з початковим капіталом в 2000 руб. Незабаром лабораторія переросла в виноробну станцію виноградарів і виноробів Російської імперії.
Протягом 1910—1912 років на лівому березі Сухого лиману звели адміністративний корпус, будинки для науковців, казарму для робітників з лазнею та пральнею, винний льох на три поверхи, інші господарські споруди.
У перше десятиліття свого існування Станція брала участь у низці внутрішніх і міжнародних виставок, на яких отримувала високі нагороди. 8 лютого 1915 року, завдяки Департаменту землеробства на станції створили Вищі курси виноградарства з річним терміном навчання.
Під час війни, з наближенням лінії фронту в липні-серпні 1941 року почалися роботи зі створення останнього оборонного рубежу навколо Одеси, який пройшов на лівому березі Сухого лиману від Чорного моря через села Сухий Лиман, Татарка та інші. Риття окопів і протитанкових ровів поруч з робітниками Одеси працювали і селяни навколишніх колгоспів: «Вільний бурлак» с. Бурлача Балка, с. Татарка, німці з Люстдорфа, а також працівники Таїровського інституту.
У повоєнний час інститут оновив свою діяльність. Згідно із затвердженою урядом програмою спеціалізації виноробства для різних екологічних регіонів країни, працівники інституту брали участь у розробці численних проектів з відновлення та розвитку виноградарства.
На 1967 рік Сухолиманський Розсадник включене в смугу с-ща Таїрове.
У 1982 році населений пункт Таїрове отримав статус селища міського типу, а в листопаді того ж року було організовано Таїровську селищну раду.
У 2005 році на території Таїровської селищної ради були зареєстровані ТОВ «Веста-Транс», СТОВ Агрофірма «Нива» (понад 200 працівників), НВП ТОВ «Нива», ТОВ «Сідіс», ТОВ «Елефант» (с. Мізікевіча), ТОВ «Енотек» та ін.
6 листопада 2014 року у селищі невідомі завалили пам'ятник Леніну.

## Населення

### Мова
Розподіл населення за рідною мовою за даними перепису 2001 року:
| Мова            | Кількість | Відсоток |
| --------------- | --------- | -------- |
| українська      | 1199      | 62.16%   |
| російська       | 704       | 36.50%   |
| болгарська      | 13        | 0.67%    |
| румунська       | 4         | 0.21%    |
| вірменська      | 2         | 0.10%    |
| білоруська      | 1         | 0.05%    |
| гагаузька       | 1         | 0.05%    |
| інші/не вказали | 5         | 0.26%    |
| Усього          | 1929      | 100%     |

## Економіка

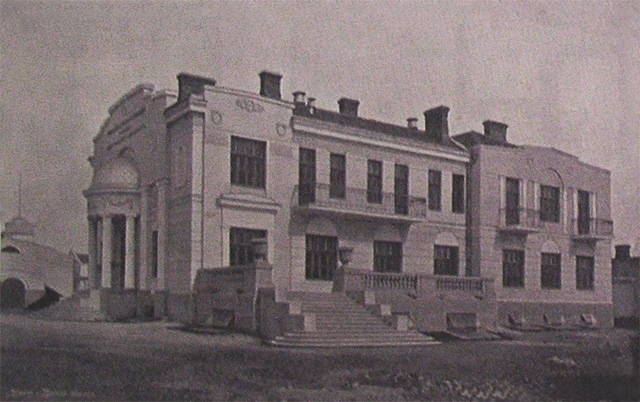
Історичне фото будівлі виноробної станції

- Національний науковий центр «Інститут виноградарства і виноробства імені В. Є. Таїрова» — науковий центр досліджень в галузі виноградарства та виноробства. Створений у 1902 році Василем Таїровим як наукова станція.
- Таїровській винзавод «Нива»

## Транспорт
Зупинка електрички «13 км».